# 貝弗利大教堂
貝弗利大教堂（英語：Beverley Minster），也叫圣约翰和圣马丁教区教堂（Parish Church of Saint John and Saint Martin），是位於英國英格蘭東約克郡貝弗利的一座教堂。這座教堂是英國規模最大的教區教堂之一，甚至超過了英格蘭三分之一的主教座堂。並且也是一座哥特式建築的傑作。

## 外部連結
- 官方网站
- 關於其詳細資料（167285），英格蘭圖庫，英格蘭遺產委員會